# Hubert Meyer
Hubert Meyer (ur. 5 grudnia 1913 w Berlinie, zm. 16 listopada 2012 w Leverkusen) – niemiecki oficer Waffen-SS w stopniu SS-Obersturmbannführera.

## Życiorys
Uczęszczał do SS-Junkerschule w Bad Tölz. Służył w 1 Dywizji Pancernej SS Leibstandarte SS Adolf Hitler, potem był jednym z dowódców 12 Dywizji Pancernej SS Hitlerjugend. Po wojnie był aktywny w stowarzyszeniu weteranów wojennych HIAG.
Autor dwutomowej monografii poświęconej 12 Dywizji Pancernej SS pt. Kriegsgeschichte der 12. SS-Panzerdivision "Hitlerjugend" (pierwsze wydanie 1982).